# Memorial militar la mormântul ostașilor căzuți în 1944 (Cojușna)
Memorialul militar la mormântul ostașilor căzuți în 1944 este un monument amplasat în Cojușna, raionul Strășeni, Republica Moldova. Este un monument istoric și de artă de importanță națională inclus în Registrul monumentelor Republicii Moldova ocrotite de stat cu nr. 1368 (raionul Strășeni).